# Суханов-Подколзін Гаврило Гаврилович
Суханов-Подколзін Гаврило Гаврилович (1850—1900) — генерал-майор, камергер.

Батьки були знайомими Тарасові Шевченку. Відомі дитячі портрети: 8-річного Гаврила і його старшого брата Бориса, які малював Шевченко.
Закінчив Миколаївське кавалерійське училища (1869). У чині поручика командував резервним ескадроном лейб-гвардії Гусарського полку (8 жовтня 1872 — 23 вересня 1873).
Штабс-ротмістр — з 13 квітня 1875 роки; ротмістр — з 30 серпня 1878 року.
У період з 11 квітня 1879 до 2 вересня 1880 року було ад'ютантом при головнокомандуючому військами гвардії і Петербурзького військового округу; брав участь у російсько-турецькій війні 1877-78 рр. Потім, до 30 серпня 1890 року — ад'ютант при генерал-інспекторі кавалерії.
Полковник — з 20 квітня 1880 роки; генерал-майор — з 30 серпня 1890 року.
Великий землевласник Всесвятської волості Острогозького повіту.